# Edward Spencer Dodgson
Edward Spencer Dodgson (Woodford, Essex, Angleterre, 19 novembre 1857, - 9 octobre 1922) est un bascologue britannique.

## Biographie
Né en 1857 en Angleterre, il s'intéresse à la langue basque à partir de 1886 et se consacre à cette étude jusqu'à sa mort. Il réédite de nombreux textes basques anciens, notamment religieux (Cardaberaz, Mendiburu, Kapanaga, Mikoleta, Otxoa, ou Leizarraga), ainsi que de nouvelle traduction (La Divine Comédie de Dante).
Il consacre plusieurs études à la structure du verbe basque, notamment dans l'évangile de Leizarraga et publie en 1896 un complément à la bibliographie de la langue basque de Julien Vinson.
Il entretient des relations parfois conflictuelles avec d'autres bascologues de son époque, notamment Azkue, Hugo Shuchardt ou Georges Hérelle.
Grand compilateur de documents très divers, il cède une partie de son travail à la bibliothèque bodléienne d'Oxford, ainsi qu'une partie des manuscrits qu'il a pu récoltés à la Bibliothèque nationale de France.
Grammaire cantabrique basque rédigée par Pierre D'Urte, (1712) est publié pour la première fois sous les auspices de la Société Ramond grâce à Wentworth Webster.

## Publications
- Supplément à la bibliographie de la langue basque [de Julien Vinson] : dédié à monsieur Antoine d'abbadie (Rennes, 1892)[6]
- The basque verb found and defined : verbi Leiçarragani dictionariolum topotheticum  (Alençon, 1895)[7]
- Inscriptions basques : "Neuskarajko Scributoak" (Madrid, 1896)[8]
- The leiçarragan verb : An analysis of the 703 Verbal Forms in the Gospel according to Matthew (Londres, 1907)[9]